# Deurne (Pays-Bas)
Pour les articles homonymes, voir Deurne (homonymie).
Deurne est une commune et un village des Pays-Bas de la province du Brabant-Septentrional.

## Postérité
La chanson Het Dorp jouée sur l'air de La Montagne de Jean Ferrat et interprétée par Wim Sonneveld a été écrite par Friso Wiegersma en hommage au village de Deurne.

## Images

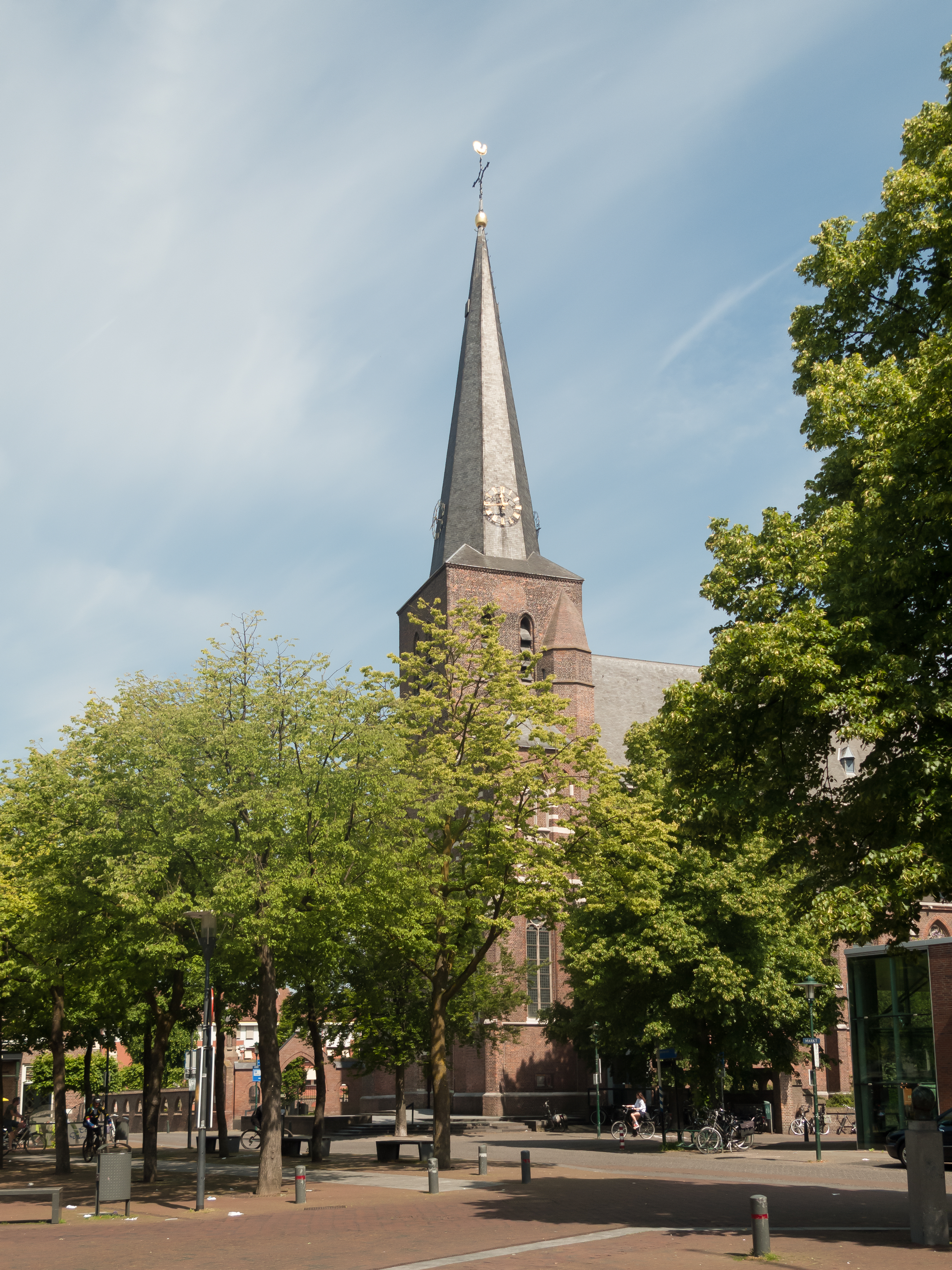
Église Saint-Willibrord.
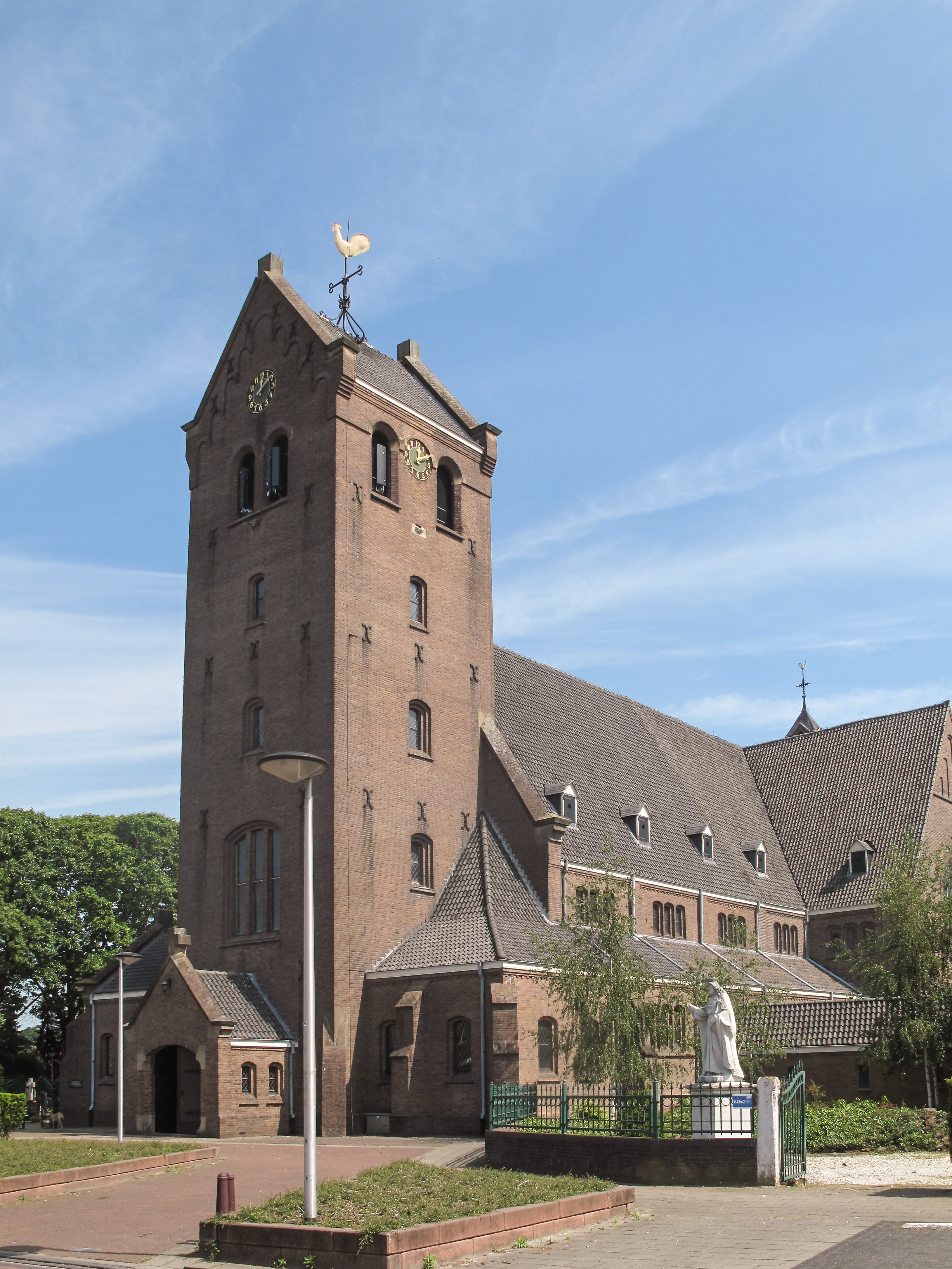
Église de Sint Jozefkerk.
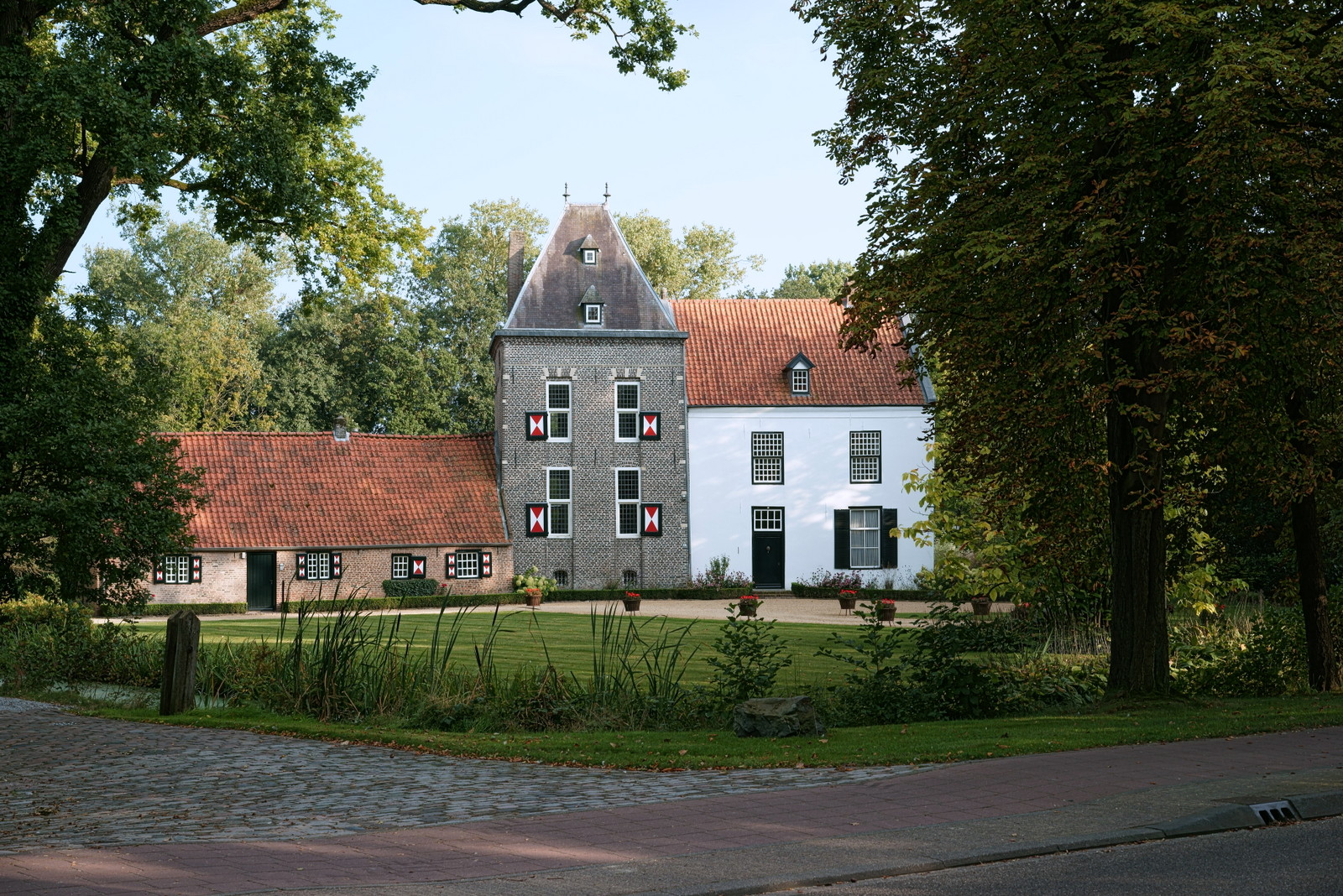
Le « petit château » (Klein kasteel Deurne).
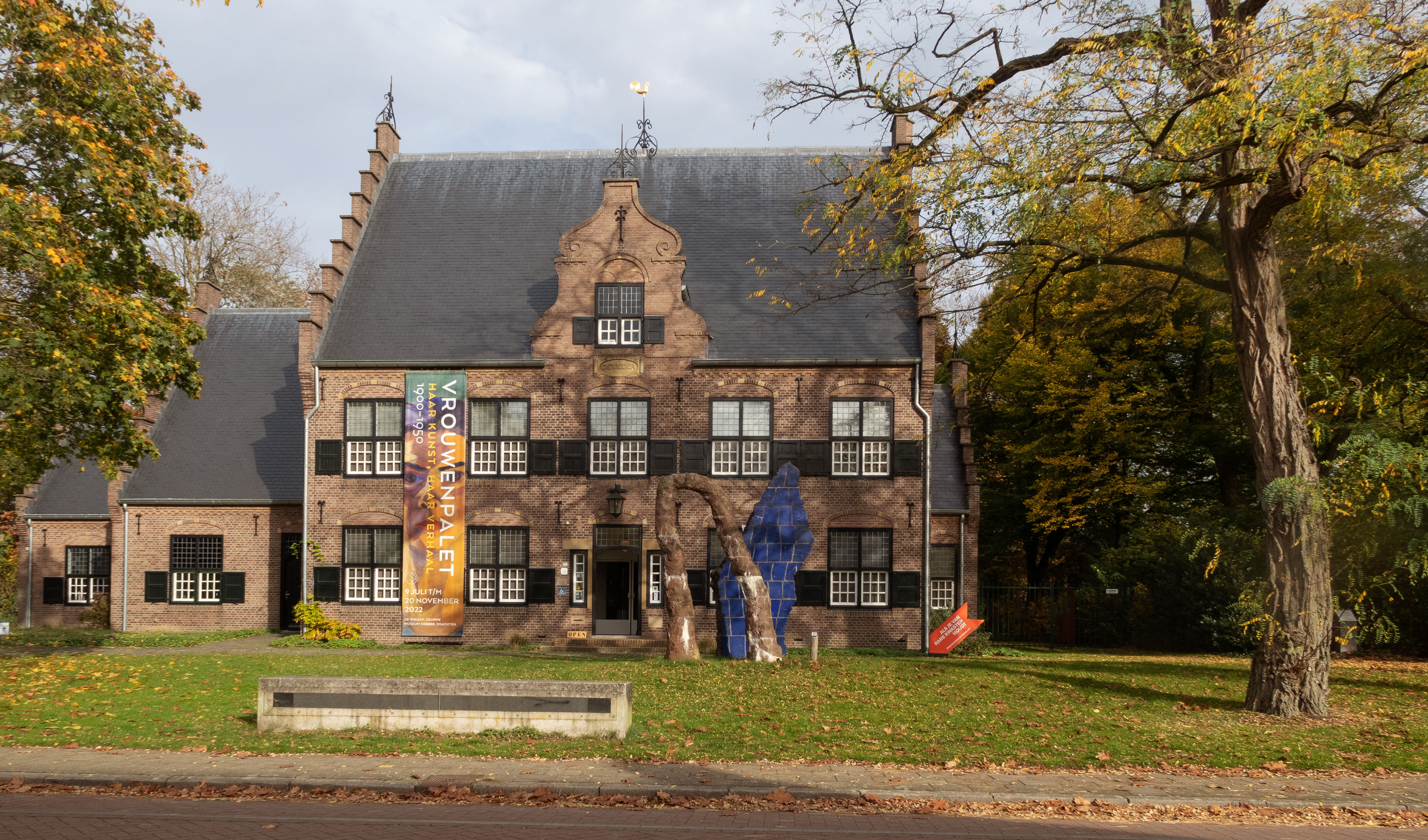
Maison d'habitation De Wieger (aujourd'hui musée)